# 克魯伯 75mm 野砲
克魯伯75mm野砲，是德國克魯伯公司於19世紀末至20世紀初所發展的火砲，作为货架产品銷售給多個國家，在一战、二战中广泛使用。本砲其實是一個族系，除彈藥與口徑通用外，有相當多的次型號與仿造品。

## 歷史
清朝於1903年向克魯伯採購的是克魯伯M1903 7.5cm二十九倍徑野砲，德國原廠砲相當精良，性能極佳，直到抗戰，中央軍74軍51師砲兵連即用此砲。漢陽兵工廠亦仿造此砲稱為漢造克式二十九倍75野砲。
日本在1904年日俄戰爭時亦向克魯伯採購同口徑但為三十一倍徑野砲，成品400門，半成品400門。1907年日本在大阪兵工廠定型為三八式野砲，生產約3,000門。三八式野砲亦在中國使用，中央軍第十軍軍砲兵營即使用之。三八式野砲亦由奉天兵工廠仿造，稱為遼造仿日本三八式之一三式75野砲，原東北軍系統的砲兵第六旅即全旅使用遼造一三式野砲。
中國亦使用過克魯伯M1905 7.5cm三十倍徑野砲、克魯伯M1908 7.5cm三十倍徑野砲、三八式野砲改，以及三八式的騎砲版四一式騎炮。
罗马尼亚采购了636门该炮，改装了国产的更先进的瞄准具，一战时装备了所有步兵师属炮兵团。至1926年还保有312门。1942年罗马尼亚军队还使用该炮对苏联作战。
第一次巴尔干战争中，塞尔维亚军队从奥斯曼土耳其军队掳获了126门该型野炮，6门山炮，并在一战中使用。
丹麦与荷兰也购买了该炮，用在二战中。

## 克魯伯M1903 7.5cm二十九倍徑野砲 基本資料
- 口徑:75毫米
- 炮管長:2.175米（2.170米漢陽造）
- 倍径：29
- 炮身重:333公斤（344公斤漢陽造）
- 行列全长7595mm，行列全重1475公斤
- 炮閂型式:橫楔式
- 炮架樣式:雙輪單腳
- 制退復進形式:液體彈簧式
- 方向射界:左右各3.5度
- 高低射界:-8度至+16度
- 榴弹重：6公斤
- 炮彈初速:510米/秒（榴彈）
- 最大射程:6.0公里（+23度）
- 运动方式：六马挽曳